# Elon Lages Lima

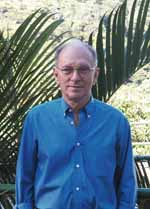
Elon Lages Lima 2010

Elon Lages Lima (* 9. Juli 1929 in Maceió; † 7. Mai 2017 in Rio de Janeiro) war ein brasilianischer Mathematiker, der sich mit algebraischer Topologie befasst. Er war Professor am Instituto de Matemática Pura e Aplicada, dessen Direktor er mehrfach war.

## Leben
Lima arbeitete zunächst als Lehrer und erwarb 1953 seinen Mathematikabschluss an der Universität von Rio de Janeiro. 1958 wurde er an der University of Chicago bei Edwin Spanier promoviert (Duality and Postnikov invariants). In seiner Dissertation führte er das Spektrum Konzept in die Homotopietheorie ein. Das wurde von Spanier und Anfang der 1960er Jahre von Michael Atiyah und George W. Whitehead sowie von J. Michael Boardman in seiner Dissertation aufgegriffen.
Er erhielt den Jabuti-Preis für seine Bücher und den Anisio-Texeira-Preis des Bildungsministers. Außerdem erhielt er 2000 das Großkreuz des Ordem Nacional do Mérito Científico. Er war Mitglied der Brasilianischen Akademie der Wissenschaften und der Third World Academy of Sciences. Er war Guggenheim Fellow.
Unter seinen 25 Büchern sind eine Reihe von Schulbüchern und er koordinierte in den 1990er Jahren das Fortbildungsprogramm für Lehrer am Instituto de Matemática Pura e Aplicada (IMPA). Er war Mitglied des nationalen Bildungsrats in Brasilien. 1987 bis 1991 war er im Rat der Carlos Chagas Filho Stiftung (FAPERJ), die Bildung in Rio unterstützt.

## Schriften
- Common singularities of commuting vector fields on 2-manifolds, Comment. Math. Helvet., Band 39, 1964, 97–110
- mit Manfredo do Carmo Immersions of manifolds with non negative sectional curvature, Bol. Soc. Brasil. Math. 2, 1971, 9–22
- Stable Postnikov invariants and their duals. Summa Brasil. Math. 4, 1960, 193–251.